# مقاطعة اقتوو
مقاطعة اقتوو (بالإنجليزية: Akto County)‏ هي مقاطعة ذاتية الحكم في ولاية Kizilsu Kirghiz، وشينجيانغ، الصين. وتبلغ مساحتها 24,107 كـم2 (9,308 ميل2). يبلغ عدد سكانها 170،000 حسب تعداد عام 2002.
تقع مقاطعة اقتوو في أقصى غرب الصين على حدود قيرغيزستان وطاجيكستان.

## النقل
أكتو مربوطة بواسطة خدمة سكك حديد كاشغر-هوتان .

## معرض صور

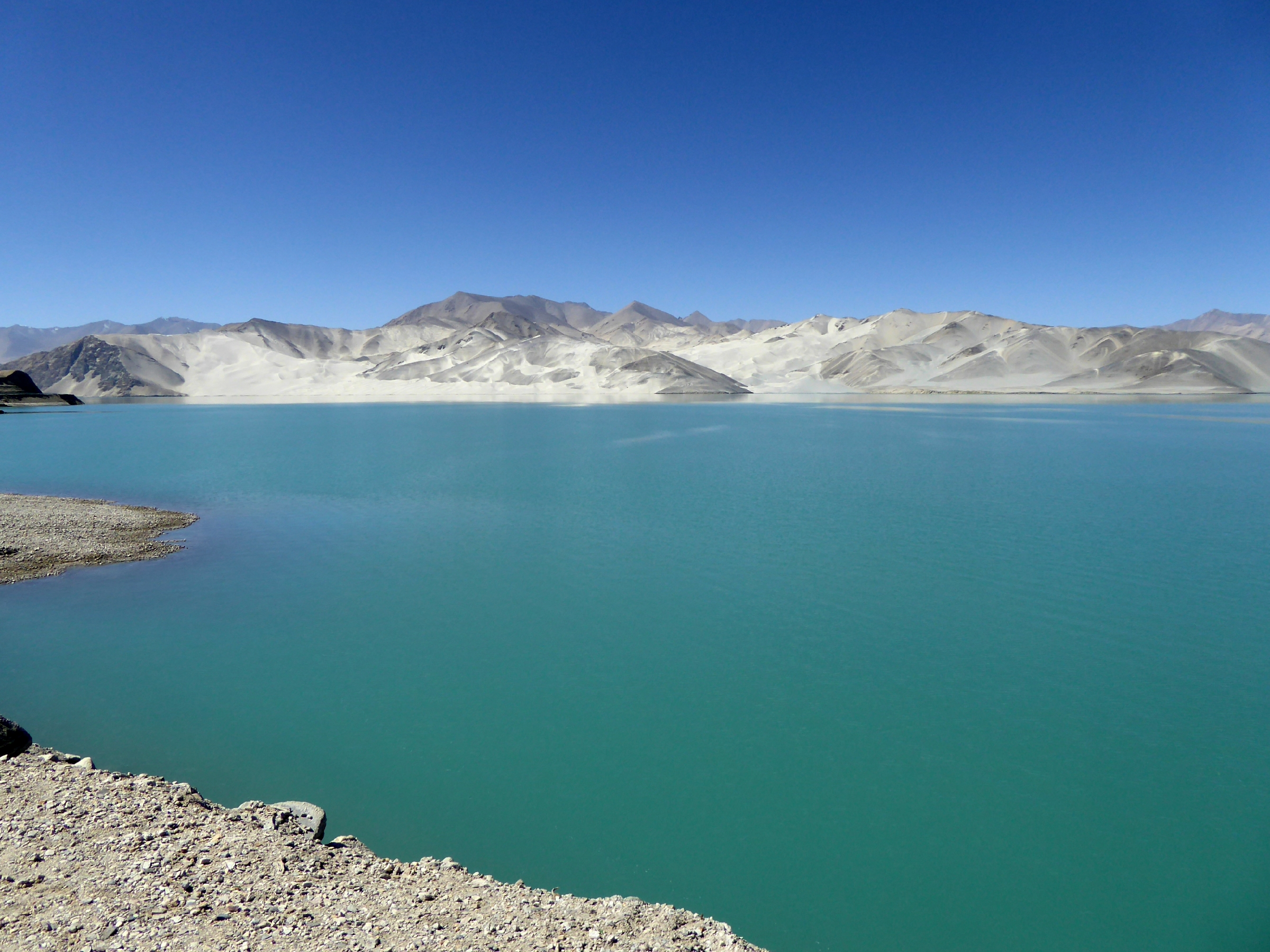
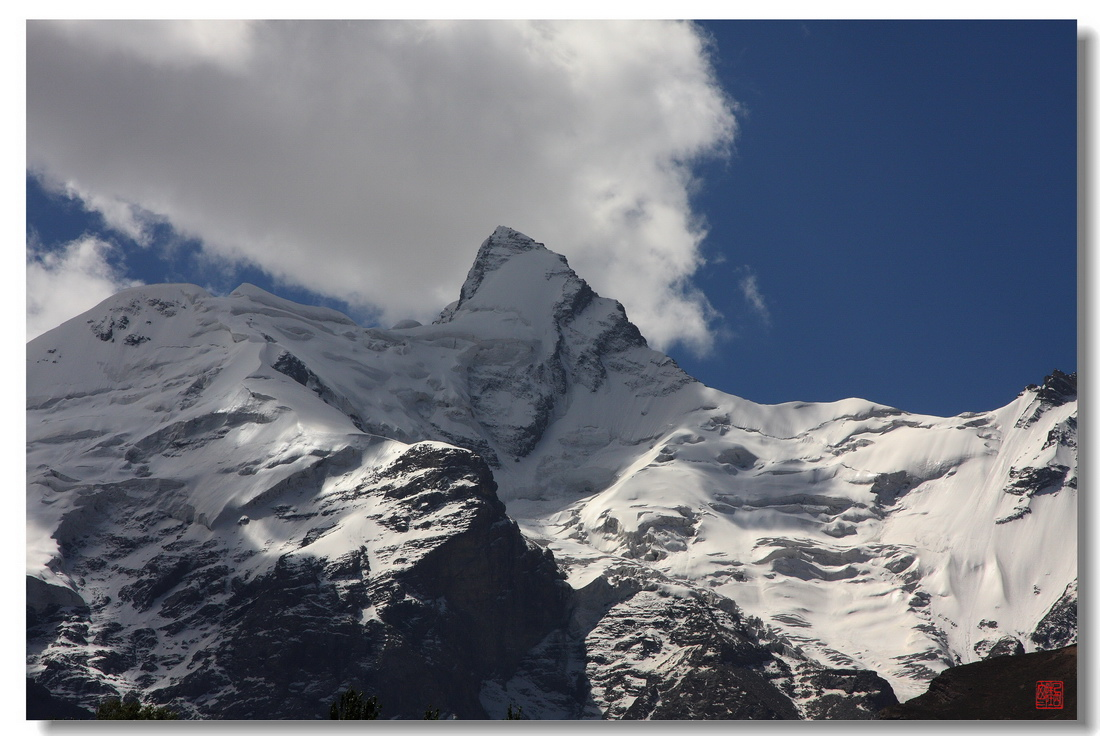
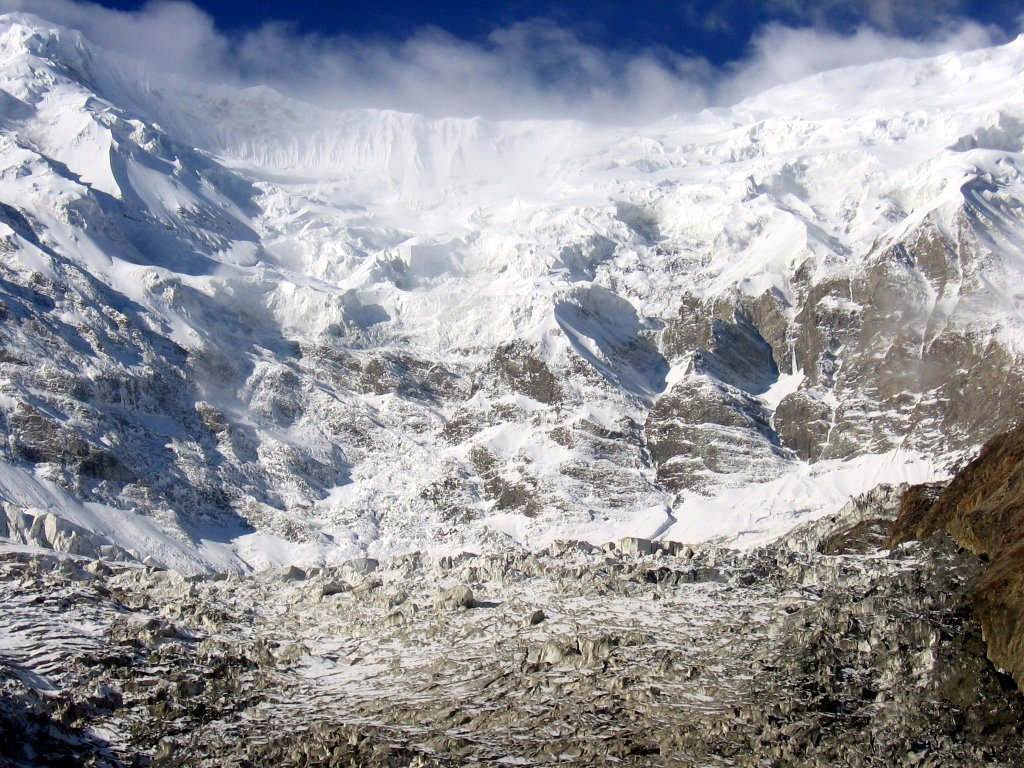
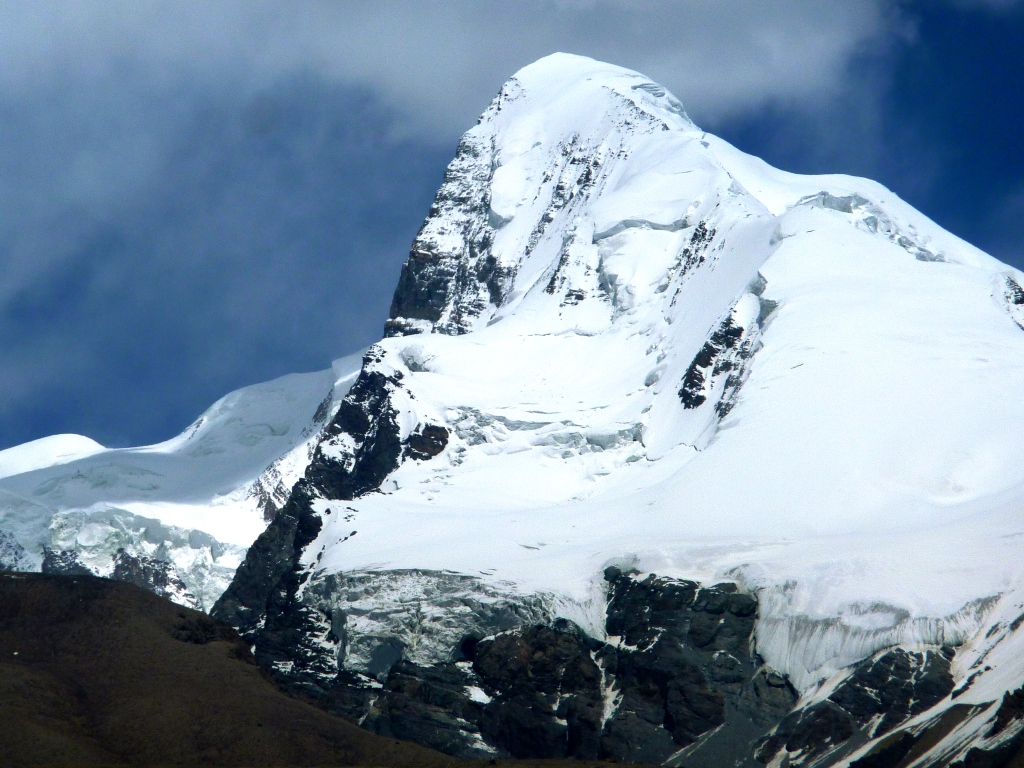
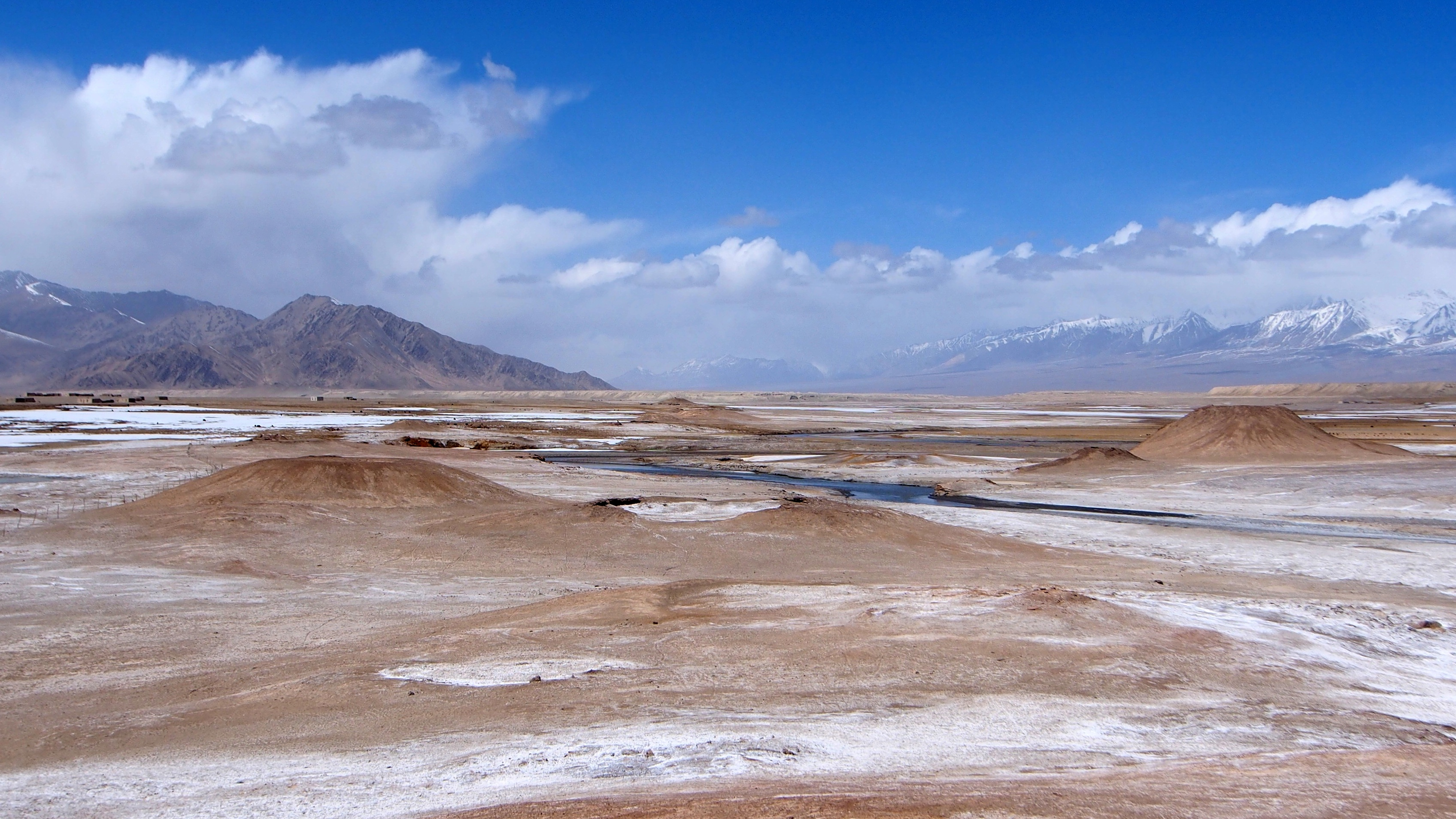